# Šarplaninac
Šarplaninac pasmina pastirskih pasa, navodno porijeklom od molosa. Ime su dobili po Šar-planini na granici Kosova i Makedonije, gdje se još uvijek koriste za čuvanje ovaca.